# Dear Prudence
A Dear Prudence egy dal, amely a The Beatles együttes 1968-as azonos nevet viselő albumán jelent meg. A dal szerzője John Lennon és Lennon–McCartney szerzemény.
Lennon a dal ötletét még az együttes év eleji Maharisi Mahes jóginál tett risikési látogatás alatt találta ki. Az inspirációt Mia Farrow húga, Prudence adta, aki a sok meditációtól túl érzékeny lett és emiatt nem akart előjönni a kunyhójából. Végül Lennon és George Harrison unszolására merészkedett elő újra.
A dal rögzítése 1968 augusztus végén zajlott le a londoni Trident stúdióban. A felvétel ideje alatt Ringo Starr ideiglenesen kilépett az együttesből. Így a felvételen Paul McCartney dobolt. A dal munkálatainál három vendégművész is becsatlakozott: Paul unokatestvére, John McCartney, Mal Evans, az együttes útimarsallja és Jackie Lomax, aki George Harrisonnal ápolt jó kapcsolatot. Az amerikai kiadáson a dal hossza 2 perc 40 másodperces lett, valamint 1 perc 4 másodperctől egy gitárszóló is hallható. A Get Back ülések alatt, 1969. január 10-én újból eljátszották.

## Közreműködött
Ian MacDonald szerint:

### The Beatles
- John Lennon – duplázott ének, vokál, gitár
- Paul McCartney – vokál, basszusgitár, zongora, szárnykürt, csörgődob, taps
- George Harrison – vokál, szólógitár, taps

### További közreműködők
- Mal Evans, Jackie Lomax, John McCartney – vokál, taps